# Can Crosas (Tavertet)
Can Crosas és una casa de colònies de Tavertet (Osona). L'edifici és una obra inclosa a l'Inventari del Patrimoni Arquitectònic de Catalunya.

## Descripció
Gran casa aïllada al nucli urbà que consta de planta baixa i un pis. Té la teulada a dues aigües i el carener paral·lel a la façana. A la planta baixa s'obre la porta allindada igual que una finestra que hi ha a la dreta i dues més que hi ha al pis superior, totes elles tenen la llinda i els brancals de carreus de pedra. Més a la dreta s'obren dues obertures, una per planta, de factura més moderna que les anteriors; la de la planta baixa és d'arc rebaixat i l'arc està fet amb llosetes, i la del primer pis dona a un balcó amb poc voladís. El parament és de pedra irregular unida amb morter.